# ووكو

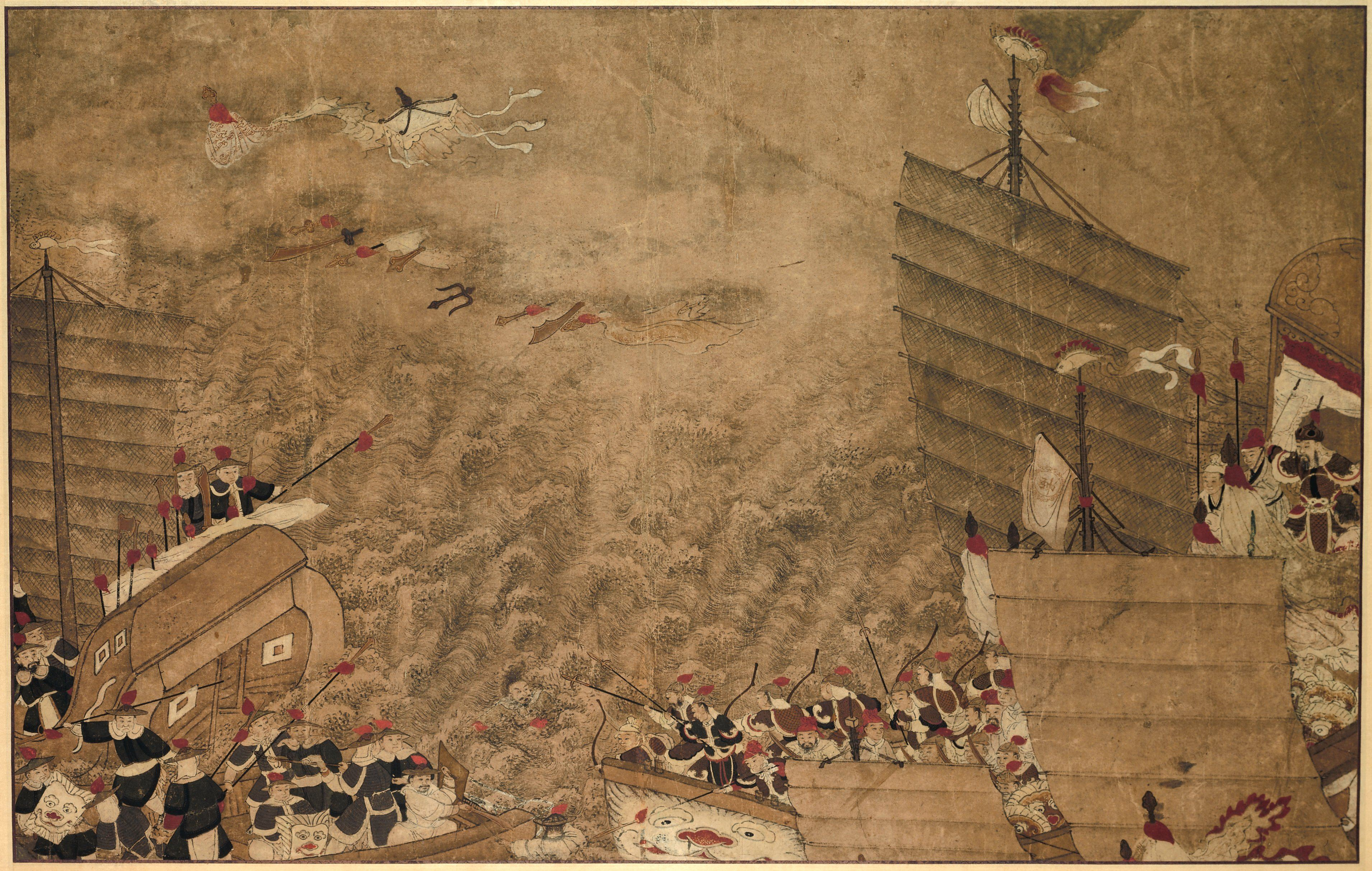
لوحة صينية من القرن الثامن عشر تصور معركة بحرية بين القراصنة اليابانيين والصينيين.

الووكو (بالصينية: 倭寇 ؛ نظام كتابة بينيين: "Wōkòu"؛ باليابانية: «واكو»؛ بالكورية: 왜구 «وايغو») وهم قراصنة كانوا يداهمون سواحل الصين وكوريا من القرن الرابع إلى القرن السادس عشر. جاء الووكو من العرقيات اليابانية والكورية والصينية التي تباينت مع مرور الوقت وداهمت البر الرئيسي من الجزر في بحر اليابان وبحر الصين الشرقي. انخفض نشاطهم في كوريا بعد حملة غهاي الشرقية إلى جوسون في عام 1419 لتأديب القراصنة اليابانيين، لكنها استمرت في مينغ الصين وبلغت ذروة نشاطهم خلال غارات جياجينغ على الوكوو في منتصف القرن السادس عشر، ولكن عمليات الانتقام الصينية والقيود القوية على القراصنة من قبل السلطات اليابانية جعلت الووكو يختفون فعلياً بحلول السابع عشر.

## التاريخ

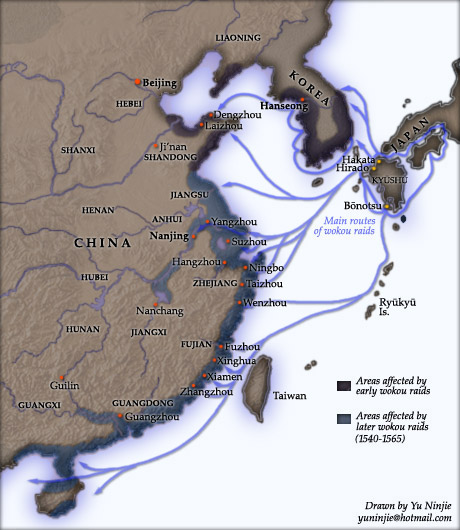
غارات القراصنة في القرنين الرابع عشر والسادس عشر

هناك عصران متميزان عاشها قراصنة الووكو. أقام الووكو في وقت مبكر معسكراً في الجزر النائية للأرخبيل الياباني في بحر اليابان، على عكس القرن السادس عشر الذي كان معظمهم من غير اليابانيين.
أول استخدام مسجل لمصطلح ووكو (倭寇) هو على غوانغغايتو ستيل، وهو نصب حجري أقيم في جيآن الحديثة، جيلين، الصين، للاحتفال بمآثر غوانغايتو ملك غوغوريو (391-413) حيث يذكر النصب أن «الووكو» («اللصوص اليابانيين» عبروا البحر وهزموا على يد الملك غوانغايتو عام 404. والمصطلح ووكو هو عبارة عن مصطلح صيني مزيج من كلمتي (倭) «وو» ويشير إلى الأقزام وهي إشارة مسيئة لليابانيين، و «كو» (寇) وتعني «اللصوص»</ref>.

### عصر الووكو المبكر

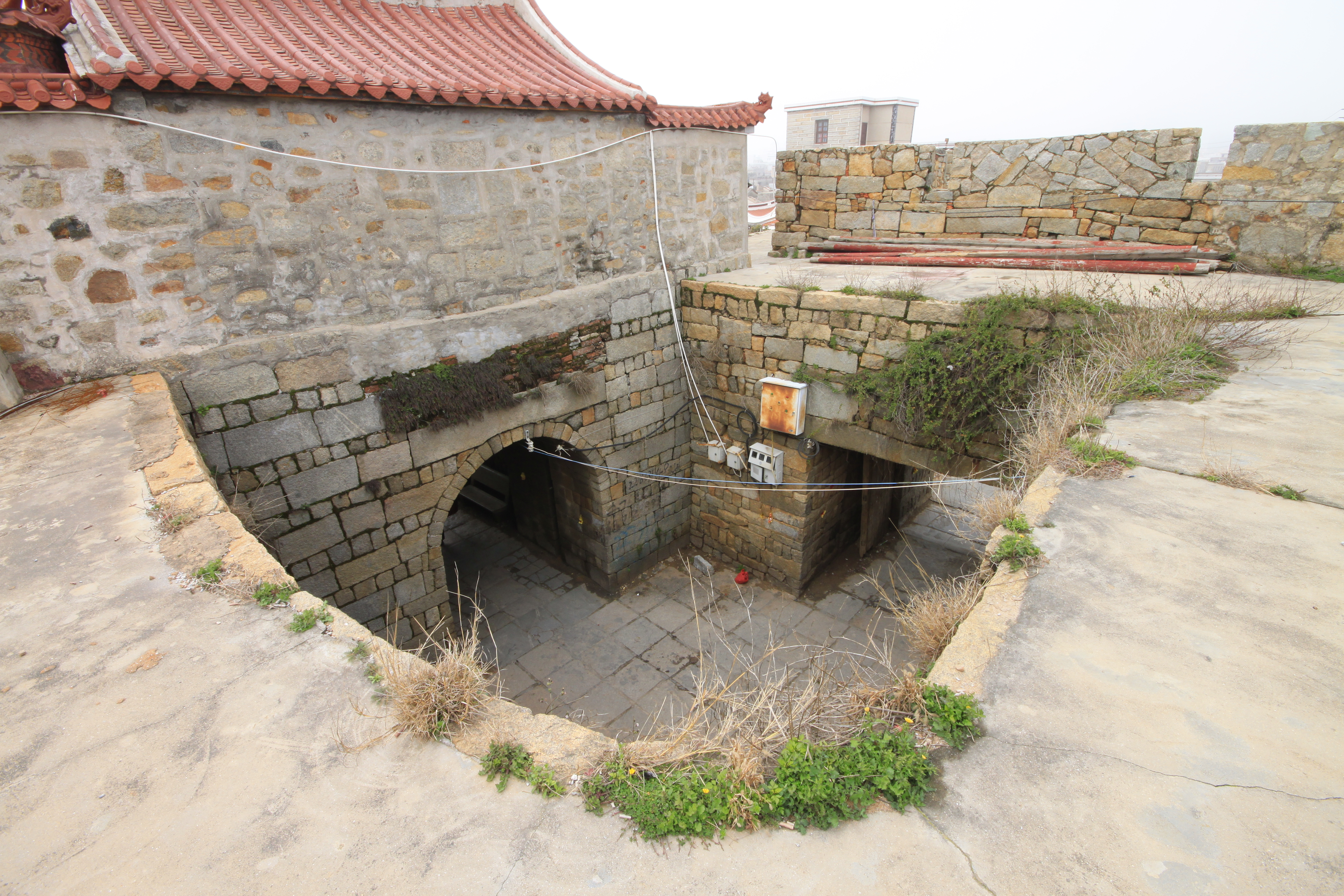
أحد بوابات قلعة تشونغو على ساحل فوجيان (بنيت أصلاً في عام 1384)

تشير السجلات إلى أن المعسكرات الرئيسية المبكرة للووكو كانت جزيرة تسوشيما، وجزيرة إيكي، وجزيرة غوتو. تم إرسال جونغ مونغ جو إلى اليابان للتعامل مع المشكلة، وخلال زيارته قام حاكم كيوشو إيماغاوا سادايو بقمع الووكو المبكرين، ثم أعاد ممتلكاتهم وأفراد أسرهم إلى كوريا في وقت لاحق. في عام 1405، أرسل أشيكاغا يوشي-ميتسو 20 قرصاناً تم أسرهم إلى الصين، حيث تم غليهم في وعاء مرجل في نينغبو.
وفقًا للسجلات الكورية، كان قراصنة واكو قد ظهروا تقريبا منذ عام 1350. بعد الغزوات السنوية تقريباً للمقاطعات الجنوبية جيولا وغيونغسانغ، هاجروا شمالًا إلى منطقتي تشنغتشونغ وغيونغي. يحتوي تاريخ غوريو على سجل المعارك البحرية التي دارت في عام 1380، حيث تم إرسال مائة سفينة حربية إلى جينبو لإخراج القراصنة اليابانيين من هناك، وإطلاق سراح 334 أسيراً محتجزاً لدى القراصنة، مما أدى إلى تناقص الطلعات اليابانية بعد ذلك. تم طرد قراصنة واكو فعلياً من خلال استخدام تقنية البارود، التي افتقرها الواكو، بعد أن أسس غوريو مكتب أسلحة البارود في عام 1377 (ولكن ألغيت بعد اثني عشر عاماً):ص. 82–86. قامت كوريا بهجمات على قواعد القراصنة في تسوشيما في عام 1419 بواسطة حملة غهاي الشرقية. أسطول الجنرال يي جونغمو المكون من 227 سفينة و 17285 جنديًا انطلقوا من جزيرة جيوجي باتجاه تسوشيما في 19 يونيو 1419. وكان يتم توجيه الهجوم الكوري من قبل الأسرى من القراصنة اليابانيين. بعد النزول الي اليابسة، أرسل الجنرال يي جونغمو أولاً قراصنة يابانيين تم أسرهم كمبعوثين لطلب الاستسلام. وعندما لم يتلق أي رد، أرسل قواته وبدأ الجنود في مداهمة القراصنة وتدمير مستوطناتهم. دمر الجيش الكوري 129 قارباً و 1939 منزلاً، وقتل وأسر 135 من سكان الساحل، كما أنقذ 131 أسيراً من الصينيين والكوريين من القراصنة و 21 عبداً على الجزيرة. انخفض عدد غارات الووكو بشكل كبير بعد الحملة الكورية.
لا يزال من الممكن العثور على بعض الحصون الساحلية المصممة للدفاع ضد الووكو في مقاطعتي تشجيانغ وفوجيان الصينية. من بينها قلعة بوشنغ التي تم ترميمها جيدًا (في مقاطعة تسانغنان بمقاطعة تشجيانغ) وقلعة تشونغ (في تشونغووو، مقاطعة هوايان، فوجيان)، بالإضافة إلى أنقاض قلعة ليوياو في ليوياو بمقاطعة تشانغبو (فوجيان).

### عصر الووكو المتأخر
وفقا لتاريخ مينغ، في القرن السادس عشر كان ثلاثون في المئة من الووكو من اليابانيين بينما كان سبعين في المئة من أصل صيني.
في محاولات لمركزية السيطرة السياسية، سنت أسرة مينغ الحظر التجاري مع الإجماع على أن «التجارة غير المقيدة ستؤدي إلى الفوضى». تقلصت القوة البحرية الصينية مع حظر التجارة البحرية، ونتيجة لذلك، لم تتمكن الصين من مكافحة التهريب المتزايد الذي أدى إلى سيطرة الووكو على الساحل الجنوبي الشرقي للصين. على الرغم من أن كلمة الووكو تعني «القراصنة اليابانيين»، إلا أن مجموعات الووكو الرئيسية في القرن السادس عشر كانت بقيادة التجار الصينيين الذين توقفت سبل عيشهم بسبب حظر التجارة في مينغ. بسبب حجم الفساد في محكمة مينغ، فإن العديد من المسؤولين الصينيين لديهم بالفعل علاقات مع القراصنة واستفادوا من القرصنة، مما يجعل من الصعب على السلطات المركزية السيطرة عليها.
شخصيتان عسكريتان صينيتان معروفتان ضالعتان في مكافحة قراصنة الووكو هما تشي جيغوانغ ويو دايو. كان يو دايو جنرالًا من أسرة مينغ تم تكليفه بالدفاع عن الساحل ضد القراصنة اليابانيين. في عام 1553، أصبح شاب يدعى تشي جيغوانغ مساعد المفوض العسكري الإقليمي لسلالة مينغ وتم تكليفه «بمعاقبة اللصوص وحراسة الناس» مما يعني مواجهة القراصنة اليابانيين الذين يهاجمون الساحل الشرقي لمينغ. في ذلك الوقت، كان عمره ست وعشرين عاماً فقط. وفي العام التالي تمت ترقيته إلى منصب المفوض الكامل في تشجيانغ بسبب نجاحاته الكبيرة.
وصل الووكو إلى الفلبين قبل إبادة هم في القرن السابع عشر. وقاموا بإنشاء مقاطعة اباري التي تقع في شمال مقاطعة لوزون، لتصبح دولة مدينة القراصنة تحت رعاية الووكو. كانت المنطقة المحيطة بأباري هي موقع معارك كاجايان (1582) بين القراصنة اليابانيين والجنود الإسبان. لم يقتصر الووكو على أباري. حاول أمير حرب القراصنة ليماهونغ وفشل في غزو مانيلا وبعد ذلك أنشأ دولة قرصنة مؤقتة في كابولوان (بانغاسينان) قبل أن يطرده الأسبان.

## الجدل حول الهوية

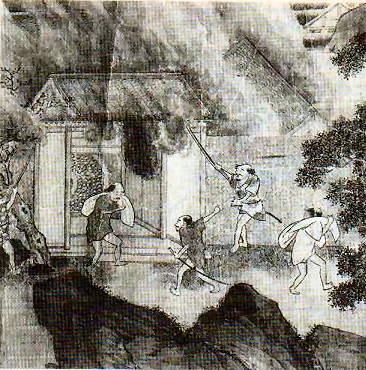
هجمات الووكو. لوحة من القرن الرابع عشر

تخضع هوية الووكو لبعض النقاش، بالإضافة إلى وجود نظريات مختلفة حول التركيب العرقي والأصل القومي لقراصنة الووكو. فقد اقترح البروفسور تاكيو تاناكا الاستاذ في جامعة طوكيو عام 1966 أن الووكو الأوائل كانوا من الكوريين الذين يعيشون في تلك الجزر النائية. وفي حوليات أسرة جوسون في الجزء الخاص بالملك سيجونغ العظيم الذي يتكلم عن تابعاً له يدعى يي سون مونج (بالكورية: 이순몽 ؛ هانجا: 李順蒙, 1386–1449) حيث أخبر ملكه «أسمع في أواخر عهد مملكة غوريو» ووكو يصولون ويجولون في بلدنا ولم يتمكن القرويون من الصمود أمامهم. ومع ذلك، لم يكن هناك سوى هجمة واحدة أو اثنتين من بين عشرة ناجمة عن قراصنة يابانيين (حقيقيين). تركز فحوى ذلك الخطاب على كيفية تدهور الأمن القومي وكيف يحتاج إلى عناية خاصة؛ ومن الممكن أنه استخدم معلومات غير موثوقة لدعم وجهة نظره. ويسجل تاريخ غوريوسا 529 غارة على الووكو خلال الفترة من 1223 إلى 1392، لكنه يذكر «اليابانيين المزيفين» 3 مرات فقط.
النظرية السائدة الحالية شوسوكي موراي، هو الذي أثبت في عام 1988 أن الووكو المبكرين جاء من مجموعات عرقية متعددة وليست من أمة واحدة. هي نظرية شوسوكي موراي، التي أثبتت عام 1988 أن الووكو المبكرين جاؤوا من مجموعات عرقية متعددة بدلاً من أمة واحدة مفردة. كتب موراي أن الووكو «رجال مهمشين» يعيشون في مناطق غير مستقرة سياسياً دون ولاءات وطنية، على غرار أطروحة زوميا. يشير مؤيدو هذه النظرية إلى أن أحد قادة الووكو الأوائل كان يدعى «أجبالدو» ادعت مختلف المصادر في تلك الفترة أنه منغولي، ياباني، كوري، أو جزري (سكان أحد الجزر) وعلى ما يبدو أن اسمه كوري ولكنه منغولي الأصل.